# 山本 (唐津市)
山本（やまもと）は、佐賀県唐津市の地名。 郵便番号は847-0002。

## 概要
南に相知町、東に久里、西に石志、北に養母田・千々賀に隣接する。鬼塚校区で一番人口が多く山本地区の中に山本西新町、山本、山本荘苑がある。

## 地形
唐津平野の南部に位置し四方は山に囲まれる。松浦川と徳須恵川の合流地点にある。
山本には、 青山城跡がある。

## 世帯数と人口
2022年（令和4年）2月1日現在の世帯数と人口は以下の通りである。
| 町丁       | 世帯数    | 人口    |
| ---------- | --------- | ------- |
| 山本荘苑   | 209世帯   | 497人   |
| 山本       | 583世帯   | 1,411人 |
| 山本西新町 | 250世帯   | 549人   |
| 計         | 1,042世帯 | 2,457人 |

## 小・中学校の学区
市立小・中学校に通う場合、学区は以下の通りとなる。
| 番地 | 小学校             | 中学校             |
| ---- | ------------------ | ------------------ |
| 全域 | 唐津市立鬼塚小学校 | 唐津市立鬼塚中学校 |

## 交通

### 鉄道
- JR九州唐津線山本駅

かつては山本駅から筑肥線が伸びて久里駅へと続いていた。

### バス
- 昭和バス
  - 山本バス停

唐津市内、旧北波多村などへの路線バスや、高速バス「いまり号」も停車するため（福岡市、伊万里市両方向とも乗降車可能）、JRとバスの乗り継ぎにも利用されている。
高速バス
- 「いまり号」

福岡（博多バスターミナル・福岡空港）行き、伊万里行き （川原橋経由） 唐津大手口行き 久里・東唐津駅経由唐津大手口行き 北波多行き 佐賀駅バスセンター行き、多久駅北口行き

### 道路
- 国道203号
- 佐賀県道52号山本波多津線

## 施設
- 国土交通省九州地方整備局佐賀国道事務所唐津維持出張所
- 佐賀県立唐津特別支援学校
- 唐津市立鬼塚中学校
- 唐津自動車学校
- 山本郵便局[5]
- 山本野球場[6]
- Aコープやまもと店
- まいづる9山本店[7]